# (12477) Haiku
(12477) Haiku (1997 EY20) – planetoida z pasa głównego asteroid okrążająca Słońce w ciągu 3 lat i 293 dni w średniej odległości 2,44 j.a. Została odkryta 4 marca 1997 roku w Obserwatorium Kitt Peak w programie Spacewatch. Nazwa planetoidy pochodzi od haiku, gatunku poezji japońskiej.